# Meridian (satélite)
Meridian (código GRAU: 14F112), em russo Меридиан que significa "Meridiano", é a designação de uma série de satélites de comunicação para uso militar e civil, lançados pela Rússia.
Projetados e fabricados pela JSC Information Satellite Systems (KBPM), com 7 lançamentos entre 2006 e 2013.

## Lista de lançamentos do Meridian
| Lista dos satélites Meridian (14F112) | Lista dos satélites Meridian (14F112) | Lista dos satélites Meridian (14F112) | Lista dos satélites Meridian (14F112) | Lista dos satélites Meridian (14F112) | Lista dos satélites Meridian (14F112) | Lista dos satélites Meridian (14F112) | Lista dos satélites Meridian (14F112)                                                                                           |
| №                                     | Nome                                  | Data de lançamento                    | SCN                                   | NSSDC ID                              | Veículo lançador                      | Base de lançamento                    | Notas |
| ------------------------------------- | ------------------------------------- | ------------------------------------- | ------------------------------------- | ------------------------------------- | ------------------------------------- | ------------------------------------- | --- |
| 1                                     | Meridian-1                            | 24 de dezembro de 2006                | 29668                                 | 2006-061A                             | Soyuz-2 — Fregat                      | Cosmódromo de Plesetsk                | O satélite foi perdido devido a problemas de vazamento.                                                                         |
| 2                                     | Meridian-2                            | 22 de maio de 2009                    | 35008                                 | 2009-029A                             | Soyuz-2 — Fregat                      | Cosmódromo de Plesetsk                | Sucesso parcial. O satélite não atingiu a órbita pretendida, e apesar de funcionar, não pode fazer parte da constelação ESA.    |
| 3                                     | Meridian-3                            | 02 de novembro de 2010                | 37212                                 | 2010-058A                             | Soyuz-2 — Fregat                      | Cosmódromo de Plesetsk                | Sucesso, o satélite foi usado da forma prevista.                                                                                |
| 4                                     | Meridian-4                            | 04 de maio de 2011                    | 37398                                 | 2011-018A                             | Soyuz-2 — Fregat                      | Cosmódromo de Plesetsk                | Sucesso, o satélite foi usado da forma prevista.                                                                                |
| 5                                     | Meridian-5                            | 23 de dezembro de 2011                |                                       |                                       | Soyuz-2 — Fregat                      | Cosmódromo de Plesetsk                | Falha, o satélite foi perdido devido a um acidente com o veículo lançador. Uma comissão foi formada para investigar o acidente. |
| 6                                     | Meridian-6                            | 14 de novembro de 2012                | 38995                                 | 2012-063A                             | Soyuz-2 — Fregat                      | Cosmódromo de Plesetsk                | Sucesso, o satélite foi usado da forma prevista.                                                                                |
| 7                                     | Meridian-7                            | 2013                                  |                                       |                                       | Soyuz-2 — Fregat                      | Cosmódromo de Plesetsk                | O programa de lançamento previsto para Setembro está em andamento.                                                              |